# Hoplosaenidea nigrolimbata
Hoplosaenidea nigrolimbata es una especie de insecto coleóptero de la familia Chrysomelidae.
Fue descrita científicamente en 1899 por Jacoby.